# Mont Giusalet
Mont Giusalet – szczyt górski we francuskiej części Alp Kotyjskich w Sabaudii. Osiąga wysokość 3312 m n.p.m..

## Charakterystyka

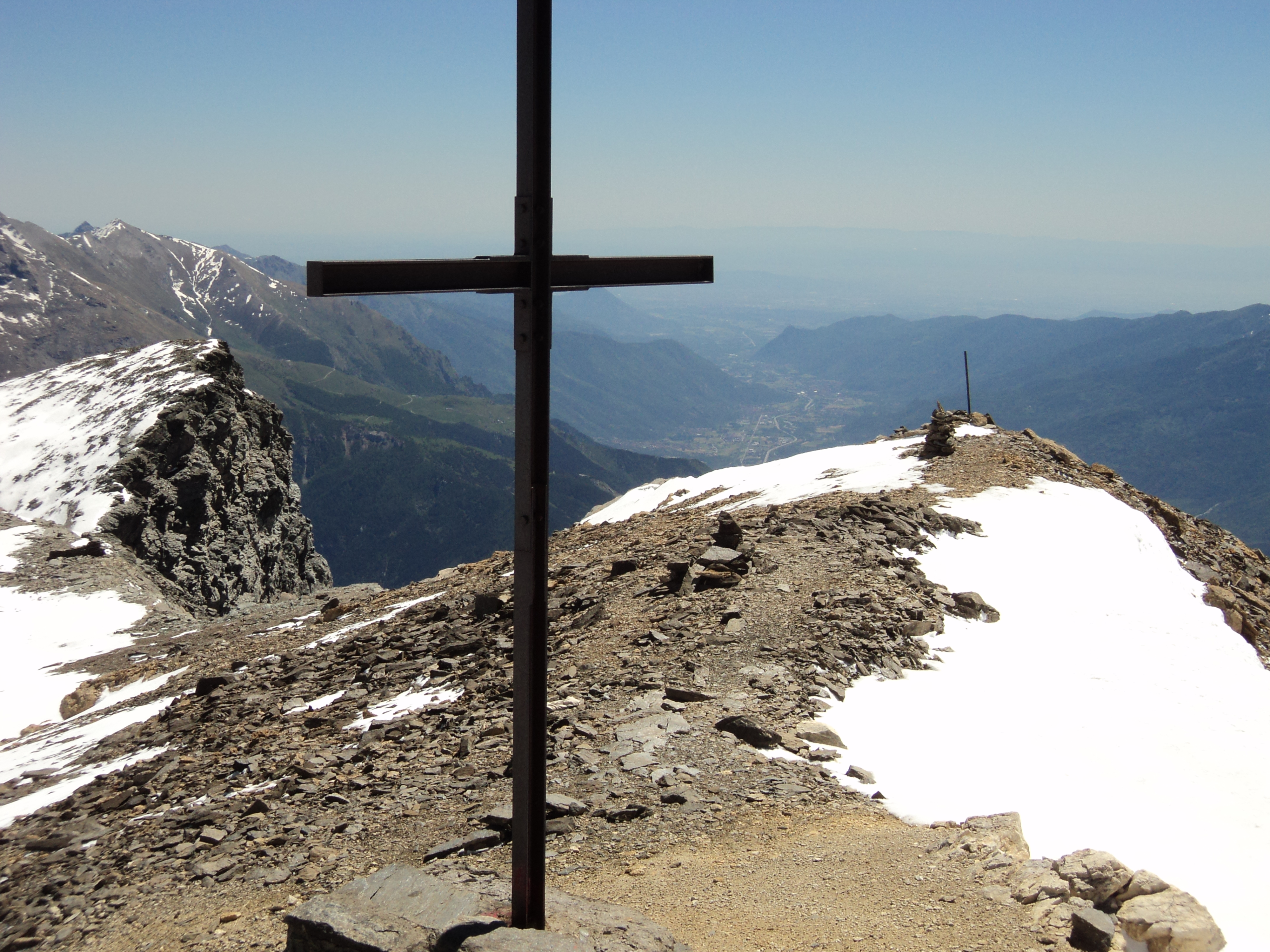
Krzyż znajdujący się na Mont Giusalet

Ze szczytu rozciąga się widok na dolinę Susy oraz miasto Susa. We wschodniej części góry znajduje się żelazny krzyż.